# Федосеев, Николай Яковлевич
Николай Яковлевич Федосеев (1 мая 1909 — 	30 июня 1981) — заместитель командира отделения 200-го отдельного моторизованного инженерного батальона (41-я моторизованная инженерная бригада, 8-я гвардейская армия, 1-й Белорусский фронт), младший сержант, участник Великой Отечественной войны, кавалер ордена Славы трёх степеней.

## Биография
Родился 1 мая 1909 года в деревне Вогниково ныне Нерехтского района Костромской области России в крестьянской семье. Русский. Образование начальное. Работал в домашнем хозяйстве, затем – в колхозе.
В Красной Армии с 1 ноября 1941 года.
В действующей армии с 15 января 1942 года. Воевал на Северо-Западном и 1-м Белорусском фронтах. Принимал участие в Торопецко-Холмской, Демянской, Старорусской, Люблин-Брестской и Варшавско-Познанской наступательных операциях.
С марта по июнь 1943 года сапёр-минёр 200-го батальона инженерных заграждений 41-й отдельной инженерной бригады специального назначения красноармеец Н. Я. Федосеев действовал в составе группы, которая проводила разминирование четырёхкилометрового участка бывшего переднего края наших и немецких войск в районе населённых пунктов Белый Бор и Лычково (ныне Демянский район Новгородской области). За это время он обезвредил более 800 противотанковых и противопехотных мин разных типов, 95 из которых были установлены на неизвлекаемость. Приказом командира бригады награждён медалью «За отвагу».
В начале апреля 1944 года бригада была передислоцирована в полосу 1-го Белорусского фронта. Сапёр-минер 200-го батальона инженерных заграждений (312-я стрелковая дивизия, 8-я гвардейская  армия, 1-й Белорусский фронт) ефрейтор Федосеев Николай Яковлевич за время работ по устройству минно- взрывных заграждений на переднем крае 312-й стрелковой дивизии, 15-й и 16-й гвардейских кавалерийских дивизий 27 апреля- 25 мая 1944 года в непосредственной близости от противника установил более 600 противотанковых и противопехотных мин. В ходе выполнения задания обучил минно-взрывному делу пятерых сапёров.
Приказом командира 312-й стрелковой дивизии генерал-майора Моисеевским А. Г. от 4 июня 1944 года ефрейтор Федосеев Николай Яковлевич награждён орденом Славы 3-й степени.
В июне 1944 года бригада была переформирована в моторизованную, соответственно и 200-й батальон стал называться моторизованным инженерным. В ходе Люблин-Брестской наступательной операции 20 июля 1944 года во время инженерной разведки реки Западный Буг в районе населённого пункта Дорохувск (восточнее города Хелм, Польша) отыскал брод, по которому переправились стрелковые подразделения. Во время боёв за расширение плацдарма из личного оружия сразил около 10 пехотинцев.
Приказом командующего 8-й гвардейской армией от 7 сентября 1944 года ефрейтор Федосеев Николай Яковлевич награждён орденом Славы 2-й степени.
Младший сержант Федосеев Н. Я. 1 августа 1944 года в составе своего отделения находился в передовом отряде при форсировании реки Висла в районе города Скурч (Польша). Сапёры обезвредили в ходе боевых действий свыше 500 противопехотных и противотанковых мин, при отражении контратак нанесли врагу существенный урон в живой силе и боевой технике. Командиром батальона представлен к награждению орденом Отечественной войны 2-й степени.
Приказом командующего 8-й гвардейской армией от 23 августа 1944 года младший сержант Федосеев Николай Яковлевич награждён вторым орденом Славы 3-й степени.
Перед началом наступления ночью 14 января 1945 года в ходе обезвреживания немецкого минного поля Н. Я. Федосеев подорвался на мине. Он получил тяжёлое ранение левой стопы и был эвакуирован в госпиталь, откуда был выписан 21 июня 1945 года. В скором времени был демобилизован. Вернулся в родное село. Работал председателем колхоза.
Указом Президиума Верховного Совета СССР от 20 декабря 1951 года в порядке перенаграждения Федосеев Николай Яковлевич награждён орденом Славы 1-й степени.
В 1960 году переехал в город Нерехта. Работал в заготовительной конторе районного потребительского общества, затем – на льнокомбинате «Красная текстильщица». С 1970 года на пенсии.
Старшина в отставке.
Умер 30 июня 1981 года. Похоронен в Нерехта.

## Награды
- Полный кавалер ордена Славы:
  - орден Славы I степени (20.12.1951)[6];
  - орден Славы II степени (07.09.1944)[7];
  - орден Славы III степени (04.06.1944)[8];
- медали, в том числе:
  - «За отвагу» (26.06.1943)[9]
  - «За освобождение Варшавы» (9.05.1945)
  - «В ознаменование 100-летия со дня рождения Владимира Ильича Ленина» (6 апреля 1970)
  - «За победу над Германией в Великой Отечественной войне 1941—1945 гг.» (9 мая 1945[10])[11]
  - «20 лет Победы в Великой Отечественной войне 1941—1945 гг.» (7 мая 1965[12])
  - «30 лет Победы в Великой Отечественной войне 1941—1945 гг.»[13]
  - 40 лет Победы в Великой Отечественной войне 1941—1945 гг.[14]
  - «30 лет Советской Армии и Флота»[15]
  - «40 лет Вооружённых Сил СССР»[16]
  - «50 лет Вооружённых Сил СССР» (26 декабря 1967[17])
- Знак «25 лет победы в Великой Отечественной войне» (1970)

## Память
- На могиле установлен надгробный памятник
- Его имя увековечено в Главном Храме Вооружённых сил России, и навсегда запечатлено на мемориале «Дорога памяти»